# Křižanov (Vysočina)
Křižanov é uma comuna checa localizada na região de Vysočina, distrito de Žďár nad Sázavou.